# Alfred Toepfer

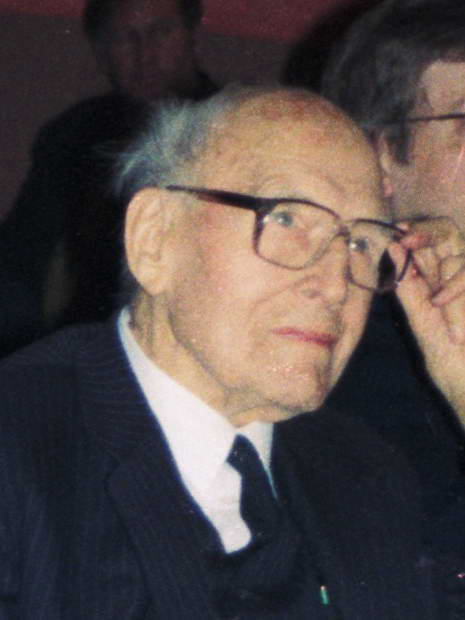
Alfred Toepfer (1990)

Alfred Carl Toepfer (Altona, 13 juli 1894 - Hamburg, 8 oktober 1993) was een Duits ondernemer, natuurbeschermer, cultureel mecenas en bevorderaar van de Europese samenwerking.

## Levensloop
Als ondernemer was Toepfer vooral actief en succesvol in de graanhandel. Hij bracht zijn vermogen onder in de Alfred Toepferstichting (Alfred Toepfer Stiftung F. V. S, 1931), genoemd naar Friedrich von Schiller en Freiherr von Stein. De stichting kende talrijke prijzen toe (tot vijftig per jaar), alsook stipendia, ter bevordering van de Europese integratie. Op het gebied van de natuurbescherming spande hij zich onder meer in voor het behoud van de Lüneburger Heide en maakte hij het Naturpark Lüneburger Heide mogelijk. 
In 1936 werd Toepfer door de Gestapo gedurende elf maanden gevangen gehouden, onder de verdenking van ondersteuning aan vijanden van het nazi-regime en van steun aan Joden.
Sinds de jaren twintig was hij bevriend met Ernst Jünger, die hij tijdens de oorlog ontmoette in Parijs en aanmoedigde in het schrijven van zijn clandestien werk Der Friede. Toepfer werd in 1939 weer in militaire dienst opgeroepen en werd als luitenant in de Abwehr van admiraal Canaris ingedeeld. Na korte opdrachten in Nederland en België werd hij in Parijs bij de Abwehr geplaatst. Hij verliet die in 1943 om een "aankoopbureau" op te richten die de zwarte markt moest bestrijden. Tegen het einde van de oorlog hernam hij zijn activiteiten in Hamburg.
In Wenen was de cultuurjournalist Christian Michelides verontwaardigd over de onbeschaamdheid om namens Franz Grillparzer een prijs te schenken en deze met DM te belonen. Grillparzer wordt beschouwd als de nationale dichter van Oostenrijk en de toenmalige Oostenrijkse munteenheid was de Schilling. Hij zag het als een tweede Anschluss van Oostenrijk bij Groot-Duitsland. Michelides herinnerde zich ook het nazi-affiene verleden van Toepfer. De Duitse Grillparzer-prijs werd slechts drie keer uitgereikt voordat deze werd stopgezet, Peter Handke was een van de ontvangers.
In de jaren 1990, na zijn dood, kwam er kritiek op Toepfers houding in nazi-Duitsland. Die leidde ertoe dat de stad Straatsburg afstand nam van de Straatsburgprijs, een van de vele prijzen die de Alfred Toepferstichting destijds uitloofde.  Namens de stichting kreeg een "onafhankelijke" commissie onder leiding van historicus Hans Mommsen de opdracht het verleden te onderzoeken. Ze concludeerde in 2000 dat Toepfer weinig te verwijten viel. Wel werden vraagtekens geplaatst bij het feit dat hij enkele voormalige kopstukken van het naziregime in dienst had genomen. Uiteindelijk gaf de stichting zelf toe: "zijn intensieve inspanningen om contacten te leggen met individuele vooraanstaande vertegenwoordigers van het naziregime, waaronder Rudolf Hess, Joseph Goebbels, Heinrich Himmler en diverse andere functionarissen".

## Toepfer, Vlaanderen en Nederland
Toepfer had bijzondere belangstelling voor de Nederduitse culturele omgeving, met andere woorden voor Nederland en Vlaanderen. Hij ondersteunde Nederlandse en Vlaamse wetenschappers en kunstenaars, en subsidieerde conferentieoorden en volkshogescholen.
Hij leerde Vlaanderen kennen tijdens zijn legerdienst onder de Eerste Wereldoorlog.
Onder de vele prijzen die hij oprichtte, was er de Rembrandtprijs, onder meer toegekend aan Stijn Streuvels en Felix Timmermans. Er was ook een Joost van den Vondelprijs.